# وحدات حماية الشعب
وحدات حماية الشعب (بالكردية: یەکینەکانی پاراستنی گەل، Yekîneyên Parastina Gel‏) اختصارًا: "YPG" هي ميليشيا مسلحة كردية غير معترف بها من قبل الحكومة السورية، وتشكل قواتها العمود الفقري لقوات سوريا الديمقراطية، وهي قوات شُكّلت من قبل الوحدات وحظيت بدعم عسكري أمريكي. وقد أنشئت الوحدات في سنة 2014 بوصفها الجناح المسلح لحزب الاتحاد الديمقراطي الكردستاني اليساري.[بحاجة لمصدر] وقد اتسع نطاقها بسرعة في الحرب الأهلية السورية، وكانت لها الغلبة على الجماعات الكردية المسلحة الأخرى. وهناك مجموعة شقيقة، هي وحدات حماية المرأة (و.ح.م)، تحارب إلى جانبها.
في مطلع عام 2015، أحرزت المجموعة انتصارًا رئيسيًا على تنظيم الدولة الإسلامية في حصار مدينة عين العرب، حيث بدأت المجموعة بتلقي الدعم الجوي والبري من الولايات المتحدة وغيرها من دول التحالف. ومنذ ذلك الحين، حاربت الجماعة في المقام الأول ضد تنظيم الدولة الإسلامية في العراق والشام، وكذلك في بعض المناسبات التي تقاتل فيها جماعات متمردة سورية أخرى.
في أواخر عام 2015، قامت المجموعة بتأسيس قوات سوريا الديمقراطية (قسد) بناء على حث الولايات المتحدة، بوصفها مجموعة جامعة لدمج العرب والأقليات على نحو أفضل في جهد الحرب. انطلقت حملة الرقة التي أطلقتها قسد في أواخر عام 2016 للسيطرة على مدينة الرقة، عاصمة تنظيم الدولة الإسلامية الفعلية.
وقد ادعت المصادر الغربية أن المجموعة هي القوة «الأكثر فعالية» في مكافحة تنظيم الدولة الإسلامية في سوريا، وذلك نتيجة للدعم اللامحدود الذي حصلت عليه من الولايات المتحدة ودول غربية أخرى. كقوة مشاة خفيفة، وحدات حماية الشعب لديها معدات عسكرية محدودة، وبضع مركبات مدرعة.
وقد انتقدت تركيا و.ح.ش بسبب ارتباطها بحزب العمال الكردستاني، لا سيما منذ أن بدأ التمرد الجديد في جنوب تركيا. وترى تركيا أن و.ح.ش هي منظمة إرهابية، وشنت ضدها ثلاث عمليات عسكرية أولها عملية غصن الزيتون في كانون الثاني/يناير 2018 في منطقة عفرين شمال غرب محافظة حلب.

## مجزرة عامودا
في أواخر حزيران من عام 2013، قام عناصر من وحدات حماية الشعب بقتل وجرح مدنيين، عبر إطلاق الرصاص عليهم في مدينة عامودا بريف الحسكة.
وكانت عامودا تشهد احتجاجات على خلفية اعتقال الوحدات لثلاثة ناشطين ضمن الثورة السورية، وقد دخل حينها عدد آخر من الناشطين في إضراب مفتوح عن الطعام إلى أن يتم إطلاق سراح الناشطين الثلاثة.
وفي 27 من حزيران من ذلك العام، فُرض طوق أمني شديد الرقابة حول عامودا، وفرضت سلطات حزب الاتحاد الديمقراطي حظراً للتجوال.
ومع حلول المساء خرجت مظاهرة في المدينة للمطالبة بالإفراج عن المعتقلين، واجهتها قوة عسكرية من وحدات حماية الشعب بالرصاص لتفريقها إثر تفريقهم بالرصاص، ما أوقع ستة قتلى من المدنيين، بينهم أطفال، إضافة إلى إصابة العشرات.
حققت هيومن رايتس وتش في الحادثة واثبتتها في قوائمها.

## التاريخ

### 2011: التأسيس
في أواخر 2011 فرض الجناح العسكري لحزب الاتحاد الديمقراطي (PYD) حواجز عسكرية متفرقة تحت اسم الهيئة الكردية العليا التي تحولت في في ما بعد إلى وحدات حماية الشعب.

### 2012: السيطرة على المناطق الكردية
تم تغيير تسميتها إلى وحدات حماية الشعب حيث إستلمت السيطرة على المنطقة الكردية بالتنسيق مع اجهزة الحكومة السورية التي كانت تعاني من هشاشة بسبب الأحداث في الداخل السوري، وتم ذلك بشكل غير معلن.

### عام 2015
تم دمجها مع هيكل جديد مدعوم من الولايات المتحدة الأمريكية تحت مسمى قوات سوريا الديمقراطية.

## وصلات خارجية
- People's Defense Units YPG  على فيسبوك.